# Alectoris barbara
Alectoris barbara là một loài chim trong họ Phasianidae.

## Hình ảnh

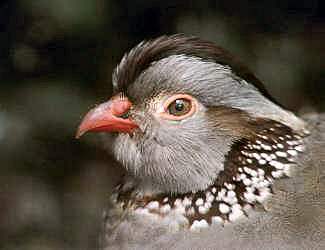
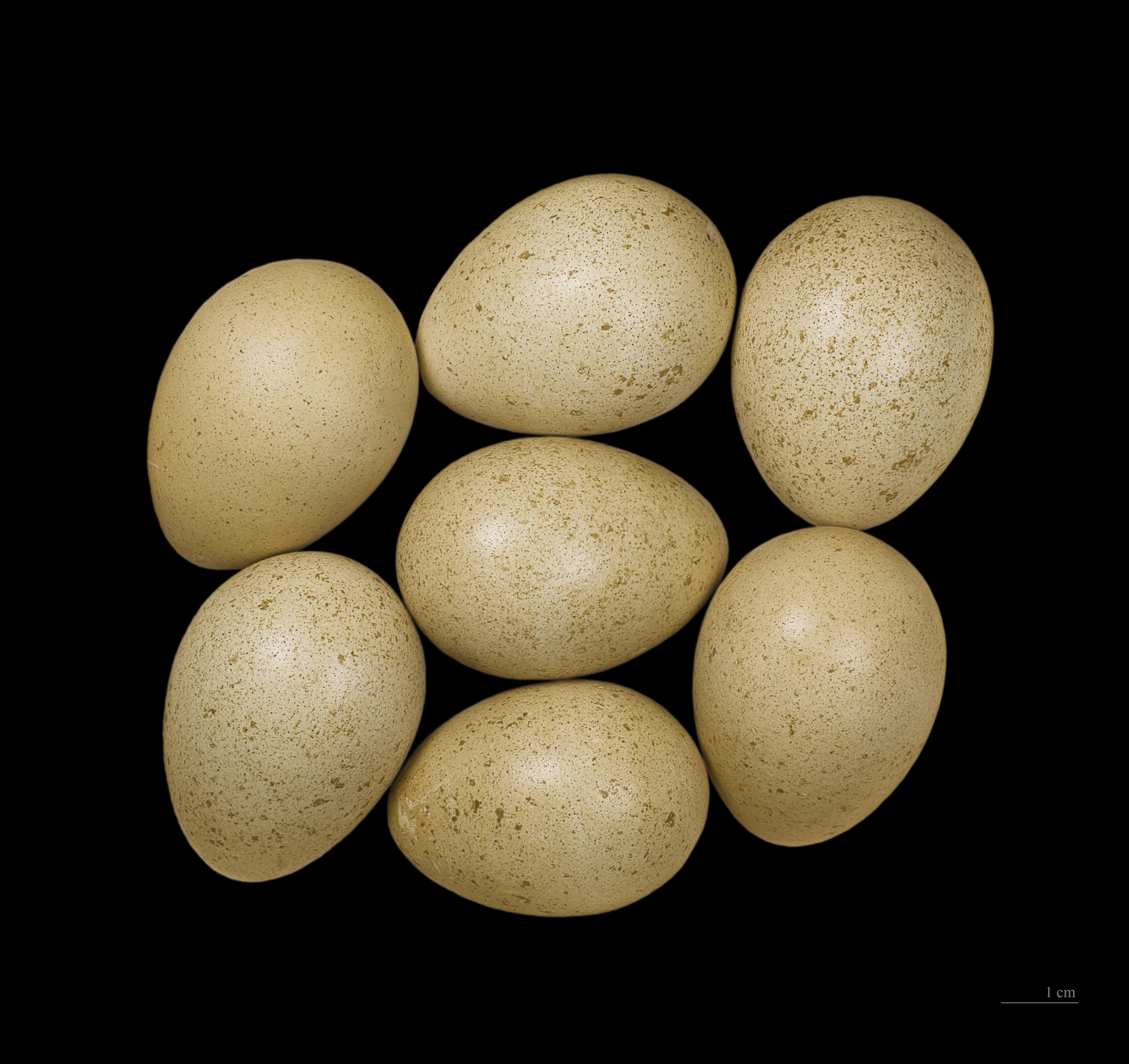